# هیو راس (اخترفیزیک‌دان)
هیو نورمن راس (متولد ۲۴ ژوئیه ۱۹۴۵) یک کانادایی طرفدار مسیحیت و نیز نظریه‌پرداز نظریهٔ پیدایش زمین کهن است. راس دکتری خود را در زمینهٔ فیزیک نجومی از دانشگاه تورنتوگرفته‌است و B. Sc. خود را در رشته فیزیک از دانشگاه بریتیش کلمبیا. او اندیشکدهٔ خود را در سال ۱۹۸۶ با نام دلایلی برای باور کردن تأسیس کرد که در آن به ترویج اعتقاد پیشرفت و تکامل و گاهشمار اشکال آفرینش، در نظریه زمین-خلقت است. راس سنّ علمی زمین و عصر جهان را می‌پذیرد، با این حال او تکامل غیرمسئولانه و اووژنز (پیدایش خود به خودی) را به عنوان توضیحی برای تاریخ و منشأ زندگی رد می‌کند.
.

## اوایل زندگی و تحصیلات
هیو راس در مونترال، کبک متولد شد و در ونکوور، بریتیش کلمبیا بزرگ شد. راس B.Sc. در فیزیک را از دانشگاه بریتیش کلمبیا و مدرک تحصیلی و Ph.D. در نجوم را از دانشگاه تورنتو دریافت کرد؛ و او پنج سال در کلتک، پژوهشگر کوازارها و کهکشان‌ها و یک پژوهشگر علوم انسانی بود.
راس به گسترش و توسعهٔ آفرینش از ازلیت، مسلم و معتقد است در حالی که زمین، به نظر می‌رسد که میلیاردها سال، فاقد حیات و زندگی بوده‌است و بعد چندین میلیون سال پس از پیدایش زمین اولیه، تدریجاً نیروهای طبیعی به تنهایی اما به طور فراطبیعی عامل شکل‌های مختلف موجودات گونه گون شدند. فرضیهٔ آفرینش روز-دوره در واقع تلاشی است برای آشتی تحت‌اللفظی پیدایش مدرنیته با تئوری‌های علمی در سن، جهان، زمین، زندگی و انسان است. او آفرینش گرایی زمین- جوان (YEC) را که می‌گوید که حیات زمین کمتر از ۱۰۰۰۰ سال عمر دارد یا به‌طور علمی تر «ایجاد «روز» از پیدایش روز نخست نشان دهنده تحت‌اللفظی ۲۴ ساعته دوره است» را رد می‌کند. راس در عوض ادعا می‌کند که این روز (ترجمه از کلمه عبری yom) در تاریخی مشخص و متوالی اما نه ۲۴ ساعت در طول و نه در طول برابر است. راس و RTB تیم موافق با جامعه علمی است که اکثریت قریب به اتفاق آن‌ها YEC را یک استدلال شبه علم می‌دانند و هر نسخه از طراحی هوشمند برخوردار نیست و اگر آن را ارائه نمی‌دهد فرضیه ای آزمایشی است که می‌تواند قابل اثبات یا شرط ابطال پذیری آن قابل پیش‌بینی است و اگر نه آن را می‌بایستی در کلاس تدریس به عنوان علم درس داده شود.
راس یک منتقد جدّی آفرینش گرایی زمین- جوان (YEC)به ویژه طرفداران آن از جمله Russell Humphreys و نظریهٔ ژامبون کن(؟) است.

## انتقاد
در یک بررسی از نسخه به روز شده از کتاب "که بود آدم: یک مدل ایجاد رویکرد به منشأ بشریت (۲۰۱۵)" که توسط راس و Fazale Rana پدید آمده بود، روانشناس برایان بولتن، در مورد شک و تردید محقق  در برابر استدلال وضعیت علمی RTB اعتراض می‌کند. بولتون آن نقض منطق علمی را به مثابه مصونیت به تقلب، فرض عصمت فراشناختی، فقدان ارزیابی مستقل شواهد، استدلال دایره ای و همبستگی دروغین خلقت مسیحی (ایمان) و تکامل انسانی (مبتنی بر شواهد) به عنوان توضیحات علمی می‌داند.

## کتابشناسی
Ross نوشتارها یا همکاری‌هایی در کتاب‌های زیر داشته‌است:
- The Fingerprint of God. Orange, Calif. : Promise Publishing, 1989, 2nd ed. 1991, 3rd ed. 2005 شابک ‎۹۷۸–۰۹۳۹۴۹۷۱۸۸
- The Creator and the Cosmos. Colorado Springs: NavPress, 1993, 2nd ed. 1995, 3rd ed. 2001 شابک ‎۹۷۸–۰۸۹۱۰۹۷۰۰۶
- Creation and Time. Colorado Springs: NavPress, 1994 شابک ‎۹۷۸–۰۸۹۱۰۹۷۷۶۱
- Beyond the Cosmos. Colorado Springs: NavPress, 1996, 2nd ed. 1999; Orlando, FL: Signalman Publishing, 2010, 3rd ed. شابک ‎۹۷۸–۰۹۸۴۰۶۱۴۸۸
- The Genesis Question, Colorado Springs: NavPress, 1998, 2nd ed. 2001 شابک ‎۹۷۸–۱۵۷۶۸۳۱۱۱۳
- The Genesis Debate, Mission Viejo, CA: Crux, 2002 (with five other authors) شابک ‎۹۷۸–۰۹۷۰۲۲۴۵۰۷
- Lights in the Sky and Little Green Men, Colorado Springs: NavPress, 2002 شابک ‎۹۷۸–۱۵۷۶۸۳۲۰۸۰
- A Matter of Days, Colorado Springs: NavPress, 2004 شابک ‎۹۷۸–۱۵۷۶۸۳۳۷۵۹
- Origins of Life, Colorado Springs: NavPress, 2004 (with Fazale Rana) شابک ‎۹۷۸–۱۵۷۶۸۳۳۴۴۵
- Who Was Adam? Colorado Springs, NavPress, 2005 (with Fazale Rana) شابک ‎۹۷۸–۱۵۷۶۸۳۵۷۷۷
- Creation as Science, Colorado Springs: NavPress, 2006 شابک ‎۹۷۸–۱۵۷۶۸۳۵۷۸۴
- Why the Universe is the Way it Is, Grand Rapids, MI: Baker Books, 2008 شابک ‎۹۷۸–۰۸۰۱۰۷۱۹۶۶
- More Than a Theory, Grand Rapids, MI: Baker Books, 2009 شابک ‎۹۷۸–۰۸۰۱۰۱۴۴۲۰
- Hidden Treasures in the Book of Job: How the Oldest Book of the Bible Answers Today's Scientific Questions, Baker Books, 2011 شابک ‎۹۷۸–۰۸۰۱۰۷۲۱۰۹
- Navigating Genesis: A Scientist's Journey through Genesis 1-11, 2014 شابک ‎۹۷۸–۱۸۸۶۶۵۳۸۶۳
- Improbable Planet: How Earth Became Humanity's Home Baker Books, 2016 شابک ‎۹۷۸۰۸۰۱۰۱۶۸۹۹

علاوه بر این او به فعالیّت‌ها و آثار زیر کمک کرده‌است:
- ایجاد فرضیههای Downers Grove, IL: InterVarsity Press, 1994 شابک ‎۹۷۸–۰۸۳۰۸۱۶۹۸۹
- صرف ایجادکار Downers Grove, IL: InterVarsity Press, 1998 شابک ‎۹۷۸–۰۸۳۰۸۱۵۱۵۹
- چرا من یک مسیحیGrand Rapids, MI: بیکر، کتاب‌خانه، ۲۰۰۰ شابک ‎۹۷۸–۰۸۰۱۰۱۲۱۰۵
- روز من با خداخواهر یا:, Multnomah, 2001 شابک ‎۹۷۸–۱۵۷۶۷۳۷۸۶۶

ویدئوها
- سفر به سوی ایجاد 2003[۱۷]
- دو وحی 2008[۱۸]
- UFO Files 2004[۱۹]